# Petroglifi mongolskog Altaja
Petroglifi mongolskog Altaja je prapovijesni arheološki lokalitet u mongolskom dijelu gorja Altaj koje je najpoznatije po petroglifima i nadgrobnim spomenicima (kurgani, humci, menhiri, kromlesi, oltari) koji svjedoče o razvoju kulture u Mongoliji u razdoblju od 12,000 godina. Zbog toga su kompleksi petroglifa mongolskog Altaja upisani na UNESCO-ov popis mjesta svjetske baštine u Aziji i Oceaniji 2011. godine.
Najstariji petroglifi potječu iz neolita (11,000. – 6,000. pr. Kr.) kada je ovo područje bilo pod gustom šumom i dom za tisuće lovaca na veliku divljač. Kasniji petroglifi prikazuju prijelaz na stočarstvo kao dominantni način života, a najkasniji, u 1. tisućljeću pr. Kr., prijelaz na konjanički način života, razdoblje Skitske kulture, i kasnije razdoblje Turkijskih naroda (7. i 8. st.). Iz posljednjeg razdoblja sačuvani su i neki klanski simboli (tamga) i natpisi u mongolskom pismu.
Ove rezbarije pridonose značajno razumijevanju prapovijesnih zajednica sjeverne Azije. 

## Vanjske poveznice
- Arheologija i krajolik mongolskog Altaja  Arhivirana inačica izvorne stranice od 19. lipnja 2015. (Wayback Machine) (engl.) Preuzeto 2. kolovoza 2011.